# اریگونه ۱۶۳

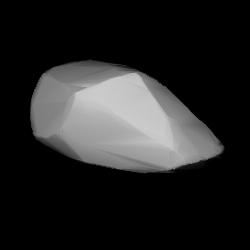
مدل سه‌بُعدی سیارک اریگونه ۱۶۳ بر اساس منحنی نور آن

سیارک ۱۶۳ (به انگلیسی: 163 Erigone) صد و شصت و سومین سیارک کشف شده‌است که در ۲۶ آوریل ۱۸۷۶ کشف شد.
قدر مطلق سیارک برابر ۹٫۴۷ است.